# Panama City (Florida)
Panama City es una ciudad ubicada en el condado de Bay en el estado estadounidense de Florida. En el Censo de 2010 tenía una población de 36 484 habitantes y una densidad poblacional de 397,43 personas por km².

## Nombre
El desarrollador de la ciudad, George Mortimer West, dio su nombre a la ciudad porque estaba en una línea directa entre Chicago y Ciudad de Panamá, en América Central. El nombre original de la ciudad era Harrison. El nombre fue cambiado durante la construcción del canal de Panamá como una forma de vincular la zona a un continuo interés de los medios, con la esperanza de promover el desarrollo de bienes raíces en el Condado de Bay. Esta es la versión de la historia de la ciudad, como se cita en la Historia de Panama City de la Biblioteca Pública de Panama City.

## Geografía
Panama City se encuentra ubicada en las coordenadas 30°10′2″N 85°40′21″O / 30.16722, -85.67250, en la región conocida como mango de Florida. Según la Oficina del Censo de los Estados Unidos, Panama City tiene una superficie total de 91.8 km², de la cual 75.84 km² corresponden a tierra firme y (17.39%) 15.96 km² es agua.

### Clima
La ciudad se encuentra en el clima Cfa según la escala koppen, la temperatura promedio son 20.5 °C, con una precipitacion anual promedio de 61.27 pulgadas (1.556 mm).

## Demografía
Según el censo de 2010, había 36.484 personas residiendo en Panama City. La densidad de población era de 397,43 hab./km². De los 36.484 habitantes, Panama City estaba compuesto por el 71.64% blancos, el 22% eran afroamericanos, el 0.52% eran amerindios, el 1.63% eran asiáticos, el 0.09% eran isleños del Pacífico, el 1.24% eran de otras razas y el 2.87% pertenecían a dos o más razas. Del total de la población el 5.05% eran hispanos o latinos de cualquier raza.

## Ciudades hermanas
- Mérida, Yucatán (2003)